# Lampung
Lampung, in de koloniale tijd (De) Lampongs genoemd, is een provincie van Indonesië. Het is gelegen op het meest zuidelijke deel van het eiland Sumatra en grenst aan de provincies Bengkulu en Zuid-Sumatra.
Het inwonertal van Lampung is 6.654.354 (volkstelling 2000). Een groot deel (75%) van de huidige populatie van Lampung zijn afstammelingen van migranten uit Java, Madoera en Bali. Deze immigranten kwamen uit zichzelf, op zoek naar landbouwgrond, maar ook in het kader van het transmigratieprogramma van de overheid, waarvoor Lampung een van de eerste en meest belangrijke bestemmingen was.
De baai waaraan Lampung is gelegen werd in het koloniale tijdperk Keizersbaai genoemd.
Lampung is onderverdeeld in twaalf regentschappen en twee steden:
Steden
- Bandar Lampung
- Metro

Regentschappen
- Lampung Barat (West-Lampung)
- Lampung Selatan (Zuid-Lampung)
- Lampung Tengah (Midden-Lampung)
- Lampung Timur (Oost-Lampung)
- Lampung Utara (Noord-Lampung)
- Mesuji
- Pesawaran
- Pringsewu
- Tanggamus
- Tulang Bawang
- Tulang Bawang Barat
- Way Kanan

## Demografie
| Ontwikkeling van de bevolking (Bron: WESP)                                                                  |       |       |       |       |        |        |        |        |
| Jaar | 1850  | 1858  | 1862  | 1870  | 1890   | 1895   | 1900   | 1906   |
| Bevolking (x1000)                                                                                           | 82,9  | 83,0  | 90,5  | 103,0 | 124,4  | 135,2  | 142,4  | 156,5  |
| Jaar | 1913  | 1917  | 1921  | 1930  | 1971   | 1980   | 1990   | 2000   |
| Bevolking (x1000)                                                                                           | 159,2 | 172,0 | 233,9 | 361,3 | 2777,0 | 4624,8 | 6017,6 | 6654,4 |
| Aantallen van voor 1930 betreffen schattingen uit diverse bronnen en zijn dus mogelijk niet erg betrouwbaar |       |       |       |       |        |        |        |        |

Op 10 mei 2005 werd de provincie getroffen door een zware aardbeving met een kracht van 6,4 op de schaal van Richter.